# (58608) Geroldrichter
(58608) Geroldrichter (1997 UY) – planetoida z pasa głównego asteroid okrążająca Słońce w ciągu 4,71 lat w średniej odległości 2,81 j.a. Odkryta 22 października 1997 roku.